# Arroz al horno

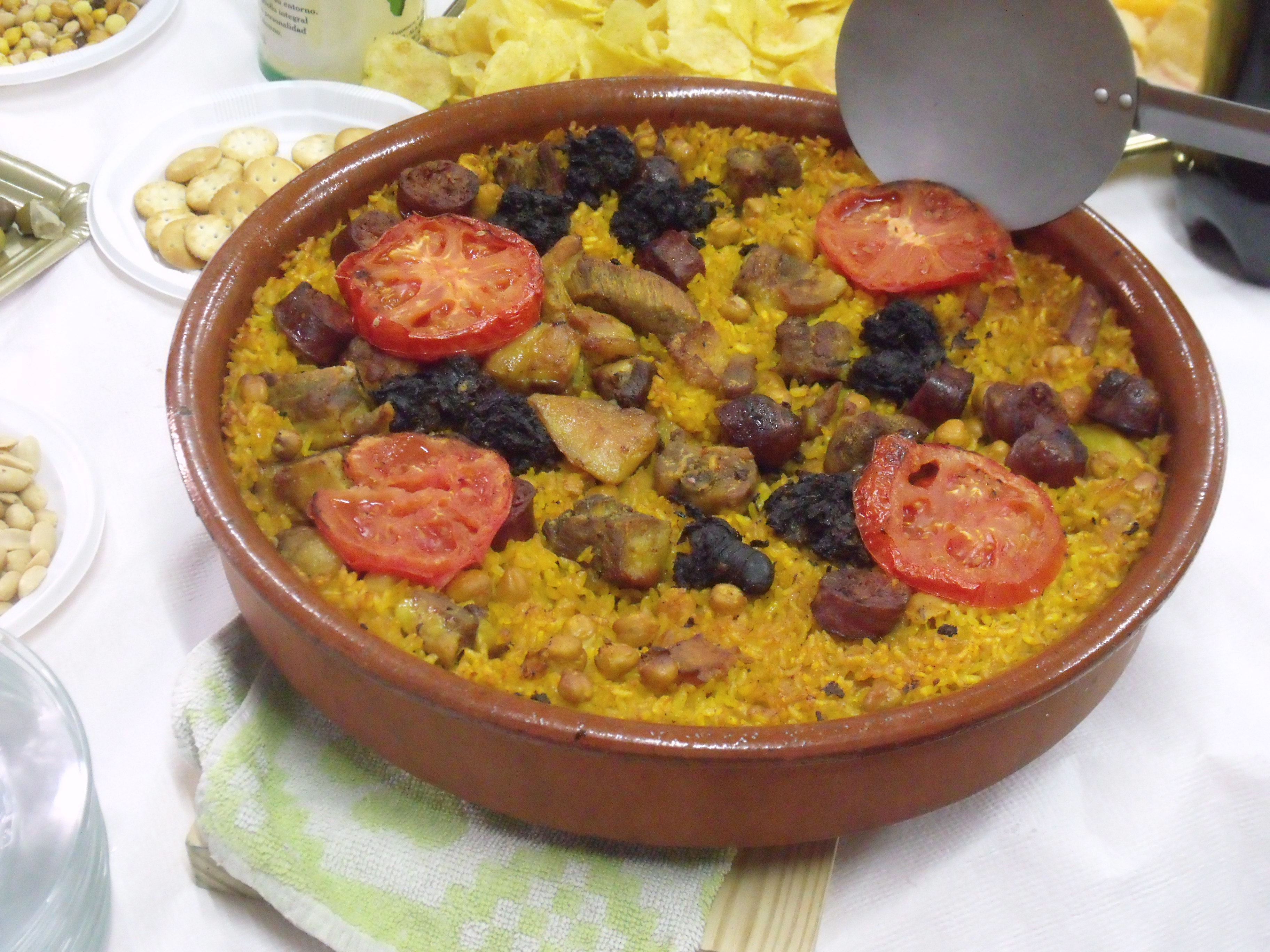
Arroz al horno en cazuela de barro

El arroz al horno (arròs al forn en valenciano) es un plato típico de la Comunidad Valenciana. Se elabora en cazuela de barro y se cocina como su nombre indica en el horno. Por el recipiente que se utiliza en algunos lugares de la Comunidad Valenciana recibe el nombre de cassola (cazuela en castellano), que generalmente está hecha de cerámica o barro.

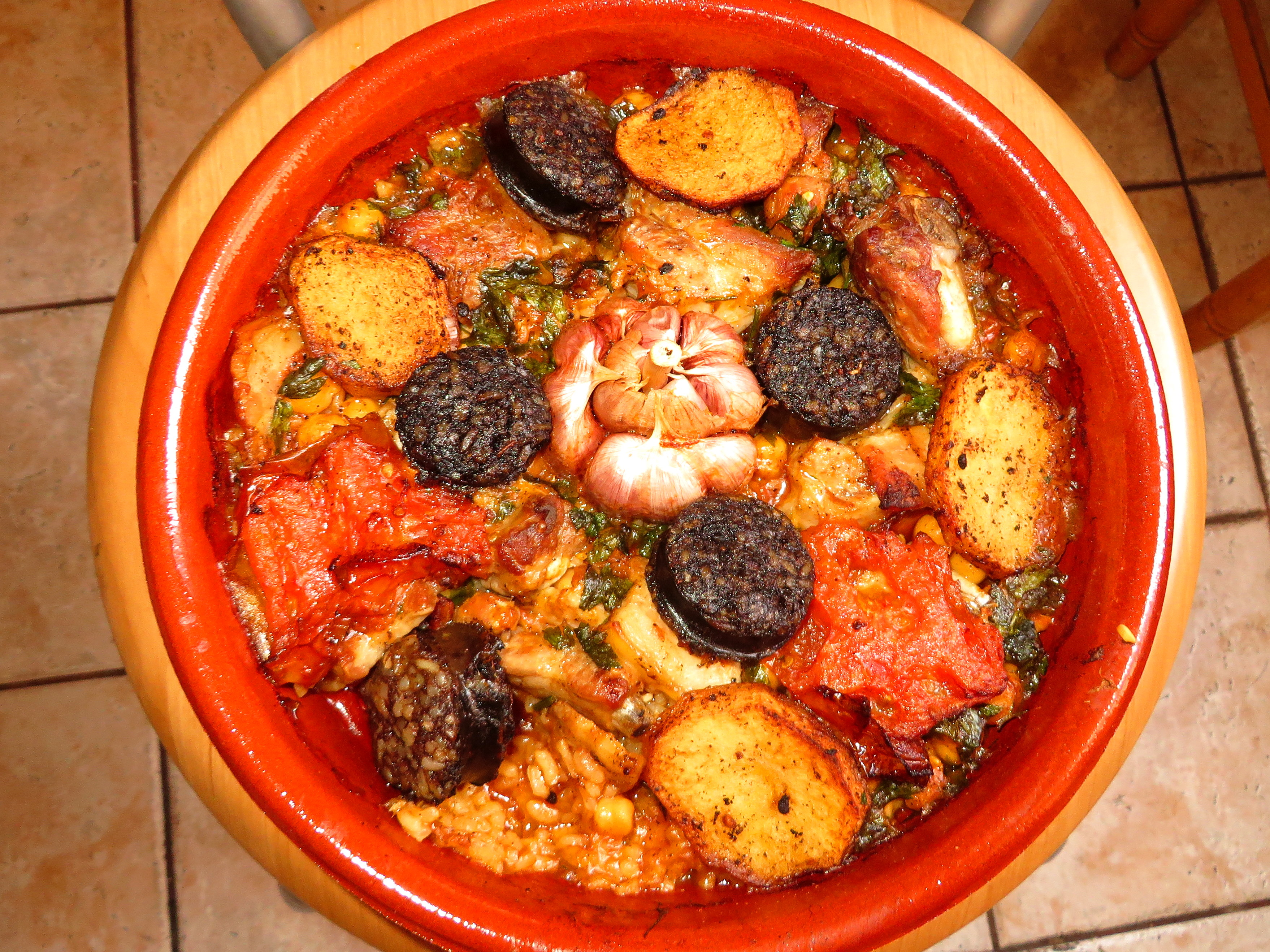
Arroz al horno.

## Historia
Su origen está en el aprovechamiento de los restos del cocido por lo que sus ingredientes principales son los garbanzos y los diversos productos procedentes del cerdo utilizados en su elaboración (chorizo, morcilla, carne y pelotas elaboradas con carne picada) junto con el caldo obtenido. Además se le añaden patatas, tomate y una cabeza de ajos coronando la cazuela. También es común su elaboración sin utilizar el cocido, simplemente con caldo o incluso agua y añadiéndole embutidos, costillas de cerdo o panceta.

## Variantes

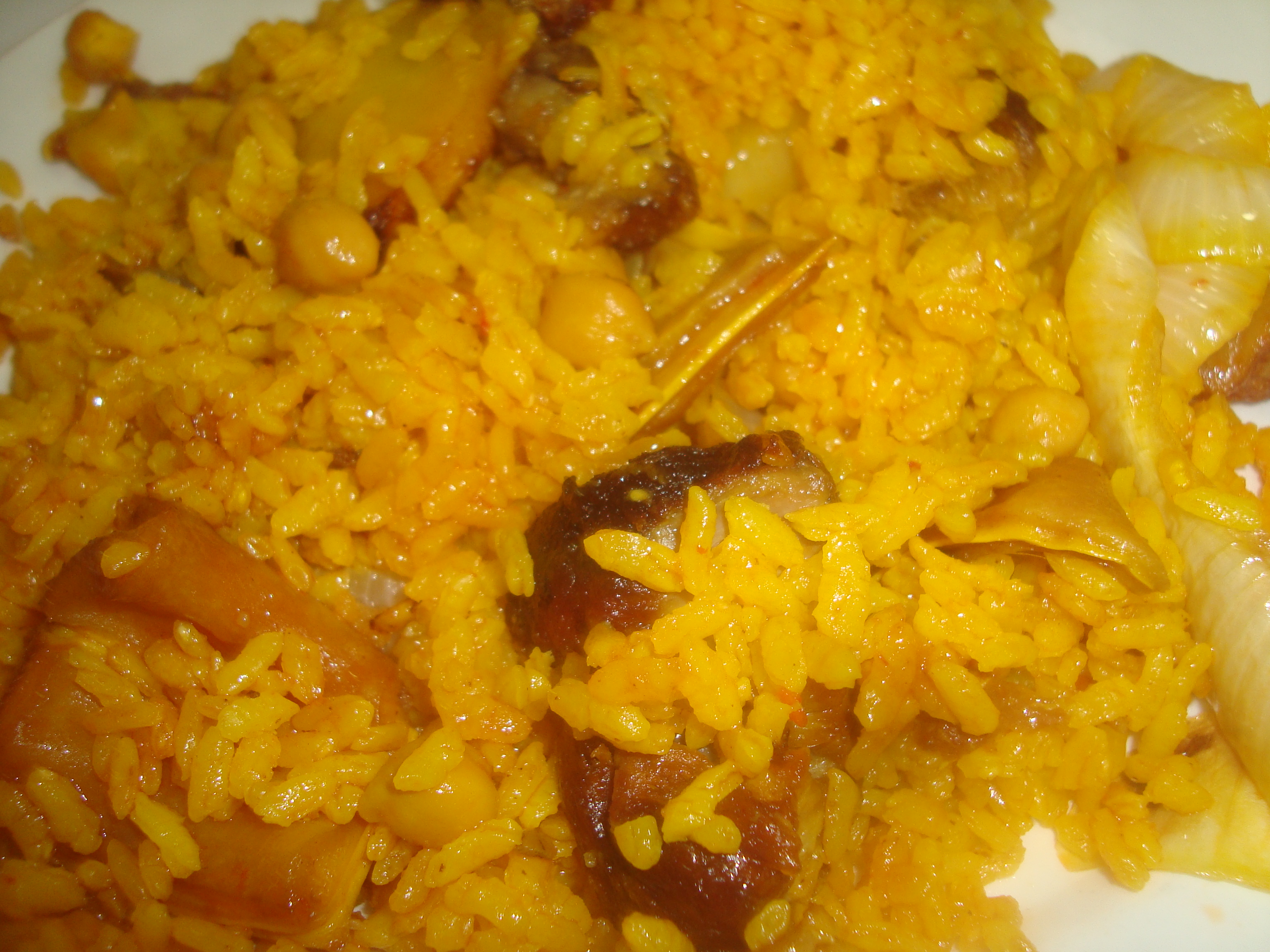
Arroz al horno, gastronomía popular de Almassora.

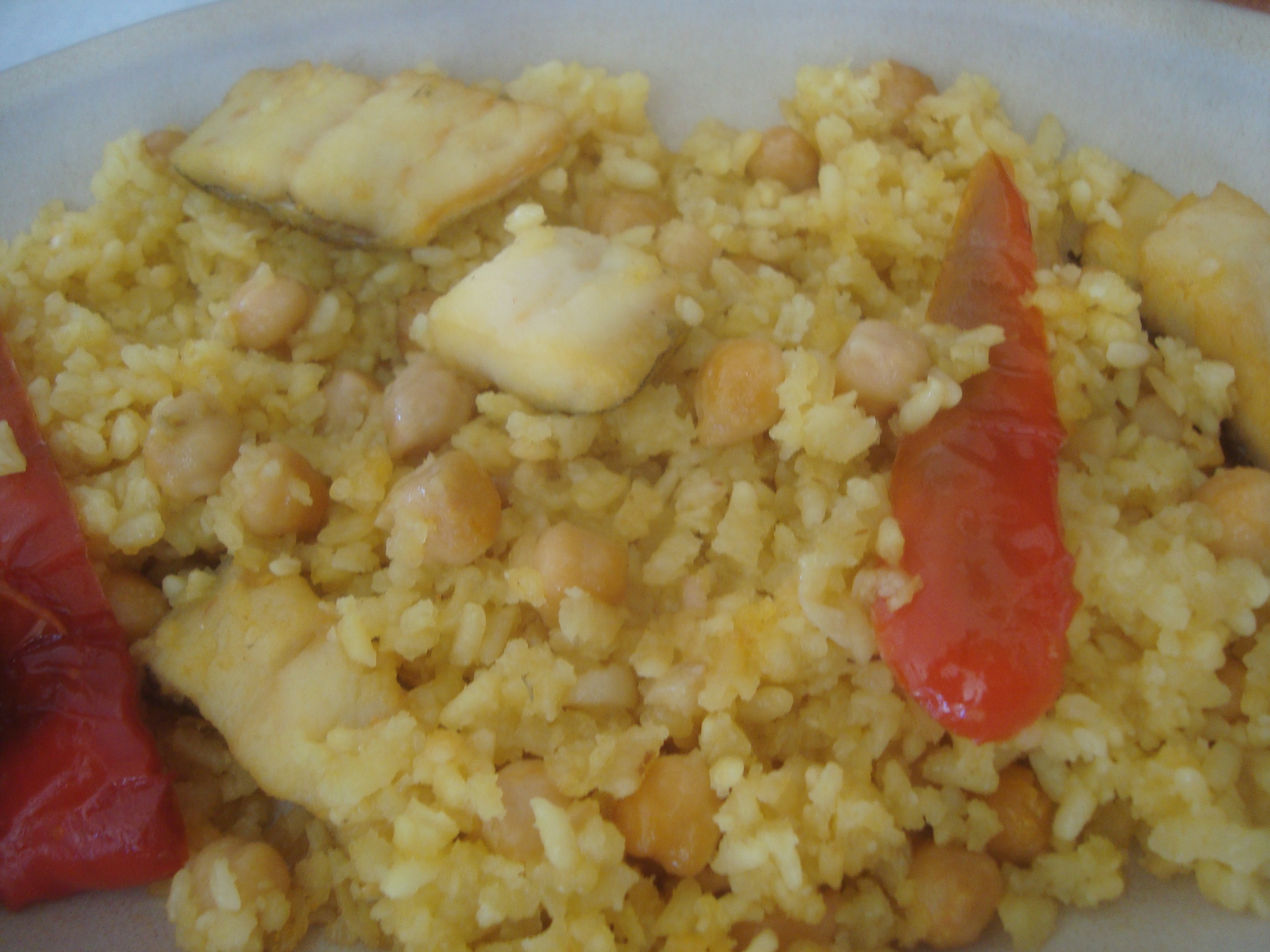
Arroz al horno con bacalao (Sant Mateu).

Existen diferentes maneras de denominar el plato, siendo común también la de arròs passejat (arroz paseado, debido al hecho de que había que llevar la cazuela al horno de pan más cercano porque antiguamente no había hornos domésticos en los hogares), cosa que en Altura, Agres y Cheste todavía se ve.
Aunque es un plato muy común en toda la Comunidad Valenciana, son especialmente renombradas en su elaboración las localidades de Almácera, Alboraya, Chella, Agres, Cheste, Beniarrés, Muro de Alcoy, Senyera, Castelló de la Ribera,Torrente (conocido como rossejat o cassola de Sant Blai) Onteniente y Játiva, celebrando esta última un concurso internacional de elaboración de arroz al horno.

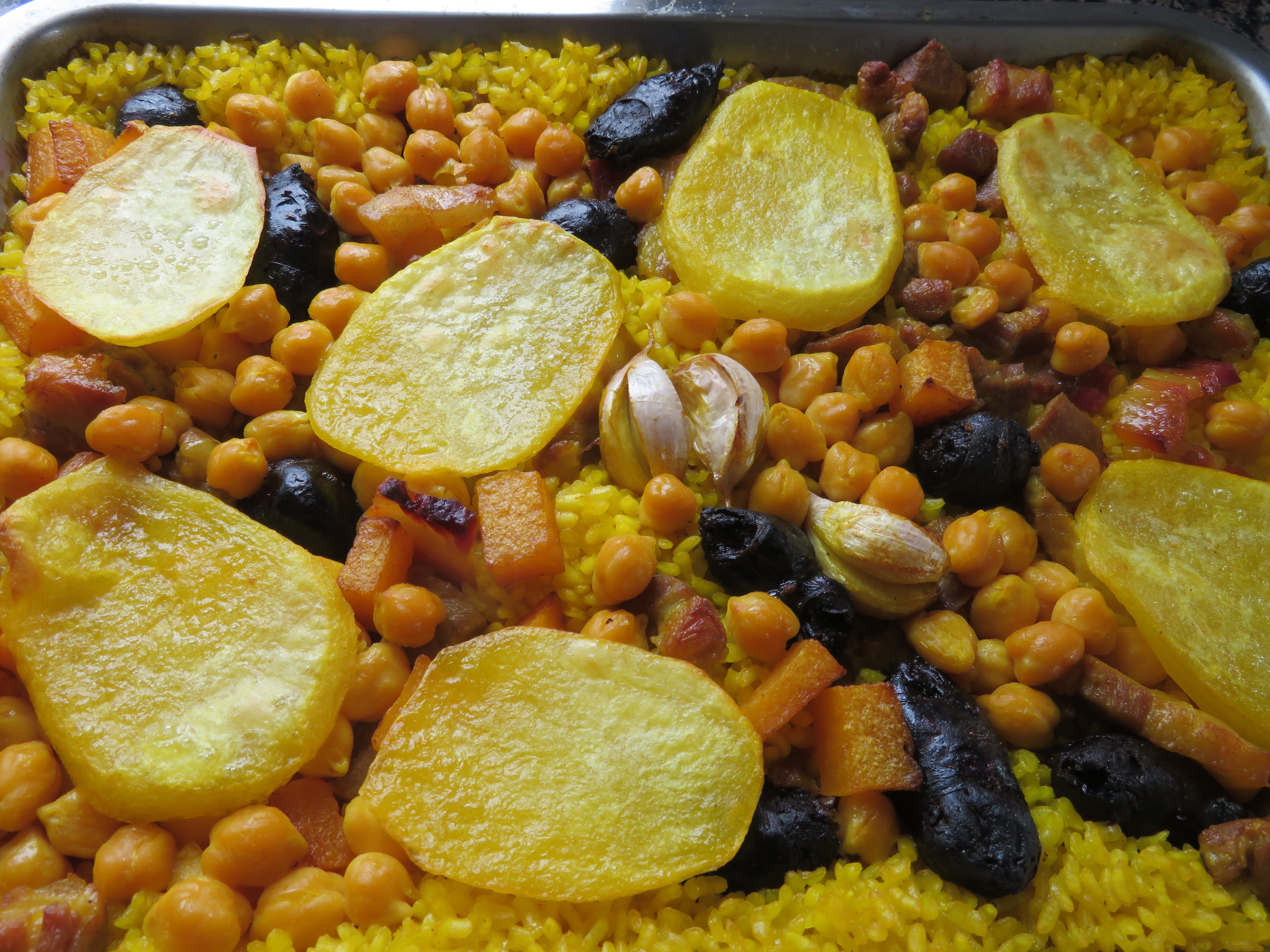
Bandeja de arroz al horno